# St. Martin (Leipzig)

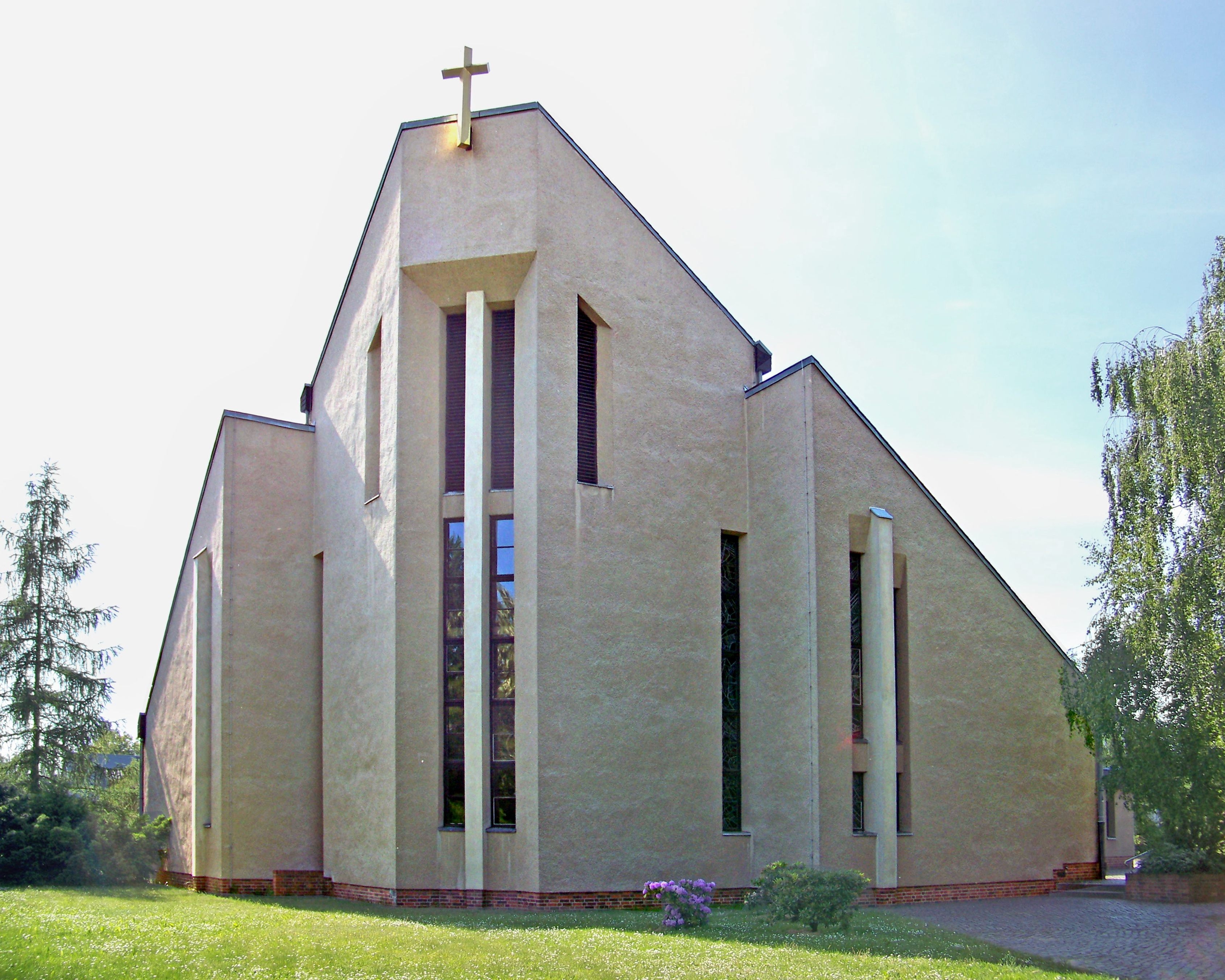
St. Martin Leipzig-Grünau (2009)

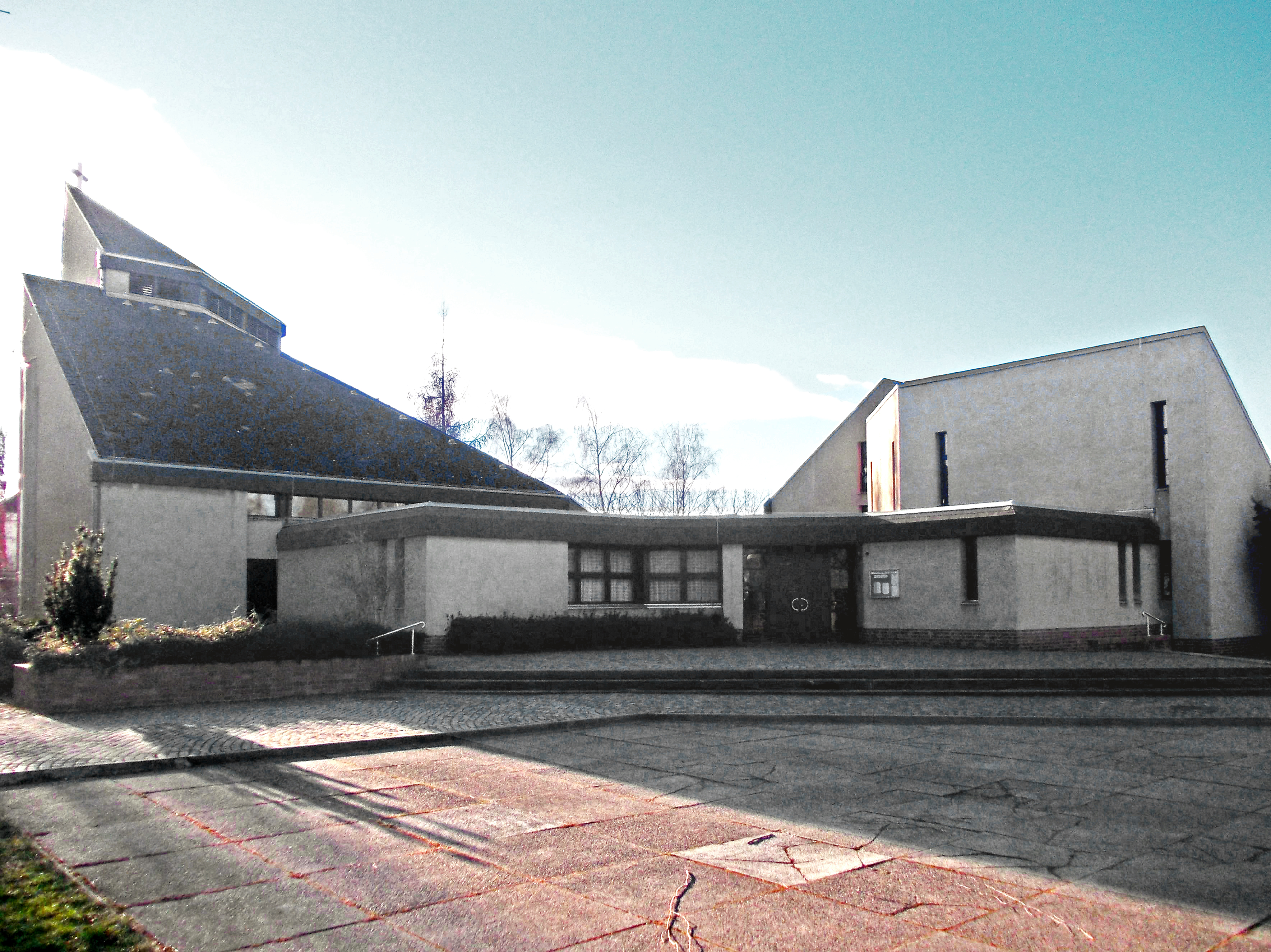
Seitenansicht (2015)

St. Martin ist die römisch-katholische Kirche in Leipzigs Stadtteil Grünau. Sie gehört zu den wenigen neu errichteten Kirchenbauten in der DDR und war 1985 nach der Kirche des Dominikanerklosters St. Albert von 1952 und der Propsteikirche St. Trinitatis von 1982 der dritte katholische Kirchen-Neubau in der DDR-Zeit in Leipzig.

## Geschichte
Nachdem jahrzehntelang in der DDR in keinem einzigen Neubaugebiet eine kirchliche Einrichtung gebaut werden durfte, entstand in Leipzigs großflächiger Plattenbausiedlung Grünau nach Fertigstellung der evangelischen Pauluskirche im Jahr 1983 die katholische St.-Martin-Kirche (1983–1985).
Das Valuta-Sonderbauprogramm „Kirchen für neue Städte“ eröffnete in den 1980er Jahren in begrenztem Umfang die Möglichkeit deutlich erkennbarer Sakralbauten in der DDR. Das katholische Gotteshaus wurde vom Bonifatiuswerk Paderborn finanziert, also in D-Mark bezahlt.
Die Grundsteinlegung von Kirche und Gemeindezentrum erfolgte am 10. Juni 1983 durch Bischof Gerhard Schaffran, die Kirchweihe folgte am 27. Januar 1985.

## Gestaltung und Architektur
Mit ihrer Architektur als „Zelt Gottes unter den Menschen“ versinnbildlicht der Sakralbau die Grundidee eines Zeltes für das wandernde Gottesvolk in Anlehnung an Worte aus Jeremia 35 (Jer 35 ). Mit seinem zentralisierenden Grundriss bezieht er sich auf die Liturgiereform des Zweiten Vatikanischen Konzils. Das Mauerwerk des Gebäudes ist verputzt; durch schmale hohe Rechteckfenster fällt Licht in den Raum.
Verbunden mit der Kirche ist ein Gemeindezentrum mit vielfältigen Versammlungsmöglichkeiten, Büros und Wohnungen für die Mitarbeiter. Die Kirche bietet Platz für 350 Gottesdienstbesucher.
Das Gotteshaus wurde von der Außenstelle der Bauakademie der DDR in Dresden unter Leitung der Architekten Manfred Fasold und Dieter Hantzsche projektiert. Mit seinem an einer Gebäudeecke steil ansteigenden Dach wirkt es fast erhaben-monumental.
Laut Konzept ordnen sich dem zentral angeordneten Kirchenraum alle anderen Räume funktional und architektonisch unter. Im Kirchensaal ist alles auf den von senkrechten Lichtbändern gerahmten Altarbereich ausgerichtet.
Seitlich befinden sich Bereiche für Chor und Orgel sowie eine Werktagskapelle. Das große Foyer, in dem Ausstellungen stattfinden, verbindet den Saal mit den Gemeinde-, Gruppen- und Wohnräumen.
Funktional ein Gemeindezentrum, war die Pfarrkirche St. Martin in Leipzig 1985 der erste Schritt der katholischen Kirche in Richtung städtebaulich wieder dominanter Sakralbauten.

## Orgel
Es gab ein Positiv (I/8) von Schuke Potsdam aus dem Jahr 1974. Seit 1991 gibt es ein Positiv (I/4) ebenfalls von Schuke.

## Glocken
Der Turm hat keine Glocken: Für die Kirchgemeinde läuten die Glocken der benachbarten evangelischen Pauluskirche.

## Kirchgemeinde
Von Anfang an ist zwischen der katholischen und der benachbarten evangelischen Kirchgemeinde der Pauluskirche die Zusammenarbeit eng: „Mein Haus ist auch Dein Haus!“ So war der erste Gottesdienst nach der Weihe der Kirche ökumenisch, gleichermaßen Geste und Programm: die Zusammengehörigkeit.
Es gibt an der Eingangstür zwei Symbole: Links das von St. Martin, der seinen Mantel mit einem Bettler teilt, rechts das des heiligen Paulus. Die beiden Fische des Paulus sind das Symbol für die Ökumene. Das Symbol der zwei Fische bringt das Miteinander zum Ausdruck: Wanderndes Gottesvolk und Fische – zwei Bilder, die die Lebendigkeit im Glauben und im Leben zeigen sollen.
St. Martin am Kolpingweg 1 gehört zur Katholischen Pfarrei St. Philipp Neri im Dekanat Leipzig.

## Sonstiges
- Zur Pfarrei gehört die nahe der Kirche gelegene Christliche Kindertagesstätte St. Martin.